# Cynoscion microlepidotus
Cynoscion microlepidotus es una especie de pez de la familia Sciaenidae en el orden de los Perciformes.

## Morfología
• Los machos pueden llegar alcanzar los 92 cm de longitud total y 3.000 g de peso.

## Hábitat
Es un pez de clima tropical y demersal que vive hasta los 30 m de profundidad.

## Distribución geográfica
Se encuentra en el  Atlántico occidental: desde Venezuela hasta Santos (Brasil ).

## Observaciones
Es inofensivo para los humanos.